# Roerdalslenk

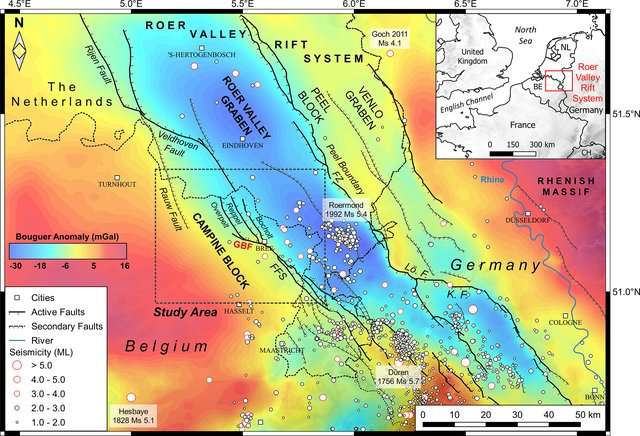
Het Roerdalslenksysteem met zwaartekrachtanomaliën

Kaart van de belangrijkste geologische breuken rondom de Roerdalslenk. Dwarsstreepjes geven de richting van afschuivingen aan.

De Roerdalslenk of Roerslenk (Duits: Rur-Graben) is een geologische structuur in de ondergrond van het zuidoosten van Nederland, het uiterste noordoosten van België en het westen van de Duitse deelstaat Noordrijn-Westfalen. Deze slenk is een verzakkingsgebied tussen twee bundels van parallel verlopende breuken. Het Nederlandse deel van de slenk wordt ook wel de "Centrale Slenk" genoemd. De slenk heeft een lengte van rond de 150 km en is gemiddeld rond de 25 km breed. Het is een van de actiefste tektonische structuren van Europa maar vormt desondanks geen onderdeel van een plaatgrens.
De Roerdalslenk is genoemd naar de rivier de Roer, een zijrivier van de Maas, die in de lengterichting door een deel van de slenk stroomt.

## Tektonische context
De Roerdalslenk wordt gevormd door twee grote afschuivingsbreuken: in het noordoosten de Peelrandbreuk (grofweg de lijn Roermond-Deurne-Uden-Lith), die de Roerdalslenk scheidt van de Peelhorst; en in het zuidwesten de Feldbissbreuk (grofweg de lijn Luyksgestel-Gilze en Rijen-Oosterhout), die de slenk scheidt van het Kempens Blok. Gemiddeld is het verzet langs deze breuken ongeveer 5 tot 6 cm per duizend jaar. De bewegingen zijn voornamelijk verticaal van aard (bodemdaling). Er komen regelmatig aardbevingen voor, zoals in 1932 bij Uden, in 1992 bij Roermond en in 2002 en 2021 bij Aken. Het punt waar de grootste totale tektonische daling heeft plaatsgevonden is gelegen ten noordwesten van de stad 's-Hertogenbosch. De Peelrandbreuk is in de nabijheid van Uden ook daadwerkelijk in het landschap zichtbaar in de vorm van de zogenaamde wijstgronden.
De Roerdalslenk is het actiefste deel van het Beneden-Rijnslenksysteem, een groot systeem van horsten en slenken dat in het noordwesten via het West-Nederlands Bekken over gaat in het Noordzeebekken. In het zuidoosten loopt de Roerdalslenk dood op het Rijnlands leisteenplateau, het massief waartoe de Ardennen, Taunus en Eifel behoren. Ten zuiden van dit massief begint de Graben van Malmedy, die uitloopt in de Boven-Rijnslenk. Al deze slenken samen worden gerekend tot een zone van korstextensie, die via de Noordzee, Duitsland en de loop van de Rhône naar de Middellandse Zee loopt.

## Opvulling en ontstaan
De Roerdalslenk vormde zich op oudere extensionele structuren uit het Trias en Jura. In het Krijt raakten deze structuren inactief en trad zelfs tektonische inversie op.
De Roerdalslenk zelf is actief sinds het late Oligoceen (rond 25 miljoen jaar geleden) en sindsdien is de aardkorst hier ongeveer 2 km gedaald. De daling werd bijgehouden door de accumulatie van sediment. Vanwege de snellere daling zijn sedimentlagen in de Roerdalslenk dikker dan op andere plekken, zodat de opeenvolging meestal nauwkeuriger is vastgelegd. Voor onderzoek naar de stratigrafie van het Neogeen en Kwartair hebben boringen uit de Roerdalslenk daarom een grote waarde.
De slenk werd in het Vroeg-Mioceen gevuld door de zee, die vanuit het noorden Nederland en het noorden van België overstroomde. In deze zee werd het zand van de formaties van Bolderberg (België) en Breda (Nederland) afgezet. In het Plioceen was de slenk minder actief, er werden opnieuw mariene zanden (formatie van Oosterhout) afgezet en daaroverheen zand en grind van de zich vanuit het zuiden uitbouwende delta van de Rijn (Kiezeloöliet Formatie). In het Vroeg Pleistoceen werd de slenk weer actiever en vulde zich op met fluviatiele zanden (formaties van Peize en Sterksel). In de ijstijden van het Laat Pleistoceen zorgde de continue bodemdaling voor de afzetting van eolisch zand en löss, in de tussenijstijden was het laaggelegen gebied bedekt met moerassen en vennetjes, waarin veen werd afgezet (dit wordt de Formatie van Boxtel genoemd).